# École supérieure internationale de commerce (Botevgrad)
 (novembre 2017).
Si vous disposez d'ouvrages ou d'articles de référence ou si vous connaissez des sites web de qualité traitant du thème abordé ici, merci de compléter l'article en donnant les références utiles à sa vérifiabilité et en les liant à la section « Notes et références ».
 (juin 2018).

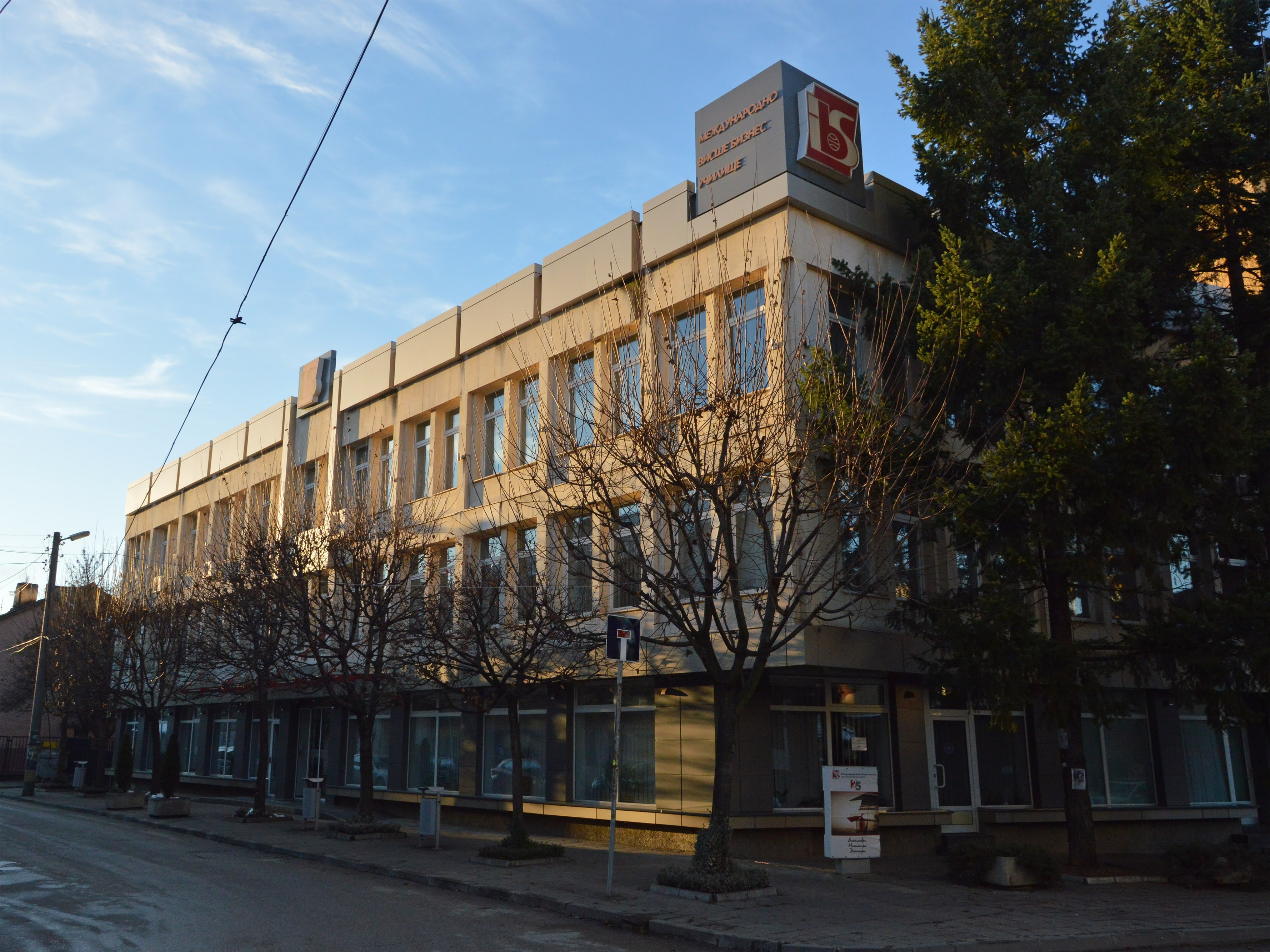
L’École supérieure internationale de commerce

L’École supérieure internationale de commerce (bulgare : Международно висше бизнес училище) de Botevgrad est une école supérieure privée indépendante.
Fondée en 1991 en tant que collège bulgaro-danois d’économie et de gestion, elle s'est transformée en École supérieure internationale de commerce en 2002.

## Histoire
L’École supérieure internationale de commerce a reçu l’accréditation de l’agence bulgare d’évaluation et d’accréditation le 25 avril 2002. 
L'école a obtenu l’enseigne d’honneur DSLabel de l’agence exécutive Éducation, Audiovisuel et Culture (EACEA) de l’Union européenne. À la fin de leurs études, les étudiants reçoivent avec leur diplôme une attestation européenne décrivant le niveau de formation, les contenus et statuts des enseignements suivis,.

## Niveaux de formation et spécialités
La formation délivrée aux étudiants inclut les niveaux licence et master dans différents domaines : sciences sociales, sciences économiques, droit, ainsi que les filières professionnelles administration et gestion, économie et tourisme. La formation peut être réalisée en parcours normal, en tant que formation à distance ou en formation par correspondance.
Ayant reçu l’accréditation de l’agence nationale d’évaluation et d’accréditation, l’école réalise un enseignement de niveau doctorat dans les spécialités d'administration et gestion, économie et gestion.

## Activité de recherche scientifique et publications
La recherche scientifique se manifeste dans les plans de recherche, les programmes et projets, les activités de colloques, de conférences, d’expertise et de conseil, ainsi que dans la coopération internationale. Les éditions universitaires IBS-Presse font partie de la structure de l’ESIC, dans le but d’offrir des supports à la formation et aux activités de recherche scientifique.

## Mobilité étudiante
La mobilité étudiante se réalise sur la base des accords bilatéraux entre l’ESIC et des universités des pays membres de l’Union européenne. Un programme Erasmus a été signé entre l’ESIC et The International Business Academy de la ville de Kolding au Danemark.

## Collaborations internationales
L’ESIC réalise des collaborations avec des partenaires nationaux et internationaux, comme la Conférence des patrons et industriels de Bulgarie (CPIB), le réseau international des écoles de commerce (NIBS, signe anglais), l’Association des universités dans le domaine de la formation à distance (GUIDE, signe anglais) et le Réseau européen de formation à distance (EDEN, sigle anglais).
Le 1er mars 2017, l’École supérieur internationale de commerce signe un contrat de collaboration dans le domaine de l’éducation, de la science et de la culture avec l’université d’État de Tambov « G.R.Derjavin » de Russie. Ce contrat prévoit l’échange d’étudiants et d’enseignants ainsi que la réalisation de projets communs de formation. Membre d’organisations nationales et internationales de commerce.

## Personnalité liée à l’établissement
- Stela Baltova